# Los Angeles River
De Los Angeles River is een 82 kilometer lange gekanaliseerde rivier in Los Angeles in de Amerikaanse staat Californië. 

## Ligging
De rivier ontspringt in Canoga Park in het westen van de San Fernando Valley, en mondt uit in de Stille Oceaan bij Long Beach. De belangrijkste zijrivieren zijn de Browns Canyon Wash, de Aliso Canyon Wash, Tujunga Wash, Burbank Western Channel, Verdugo Wash, de Arroyo Seco en de Rio Hondo.
De rivier ligt tussen de Stille Oceaan en de San Gabriel Mountains. De wolken komen bij de bergketen aan en worden omhoog geduwd. Door orografische regens kan in een korte tijd veel neerslag vallen met overstromingen tot gevolg.

## Geschiedenis
Voor de komst van de Europeanen woonden de Tonga-indianen aan de oevers van de rivier. In 1769 bezochten de eerste Spanjaarden de regio. Missionarissen die bij de expeditie waren aangesloten noemden de rivier El Río de Nuestra Señora La Reina de Los Ángeles de Porciúncula, naar een belangrijke fransiscaner feestdag. De rivier stroomde vrij en veranderde regelmatig van bedding. In de riviervlakte ligt nu de stad Los Angeles. 
De stad is omgeven door heuvels vanwaar het regenwater naar beneden komt en via de rivier naar de oceaan stroomt. Door de uitbreiding van de stad en de toegenomen bebouwing werd de loop van de rivier beperkt met overstromingen en schade tot  gevolg. In december 1861 regende het 28 dagen achter elkaar in de regio. De grote hoeveelheid neerslag veroorzaakte aardeverschuivingen en grote delen van de stad kwamen onder water te staan. Veel vee verdronk en de materiële schade was aanzienlijk.
Tot 1913 was de rivier de belangrijkste waterbron voor de stad. In dat jaar werd deze taak deels overgenomen door het  Los Angeles Aqueduct. In de winter leverde de rivier voldoende water, maar in de andere seizoenen was dit onvoldoende of te onberekenbaar. In de winter trad de rivier vaak buiten de oevers met schade tot gevolg, zoals in februari 1938. De hoeveelheid neerslag was minder dan in 1862, maar de bevolking was sterk toegenomen en de schade was ook aanzienlijk. Dit noodzaakte tot infrastructurele maatregelen.
Het United States Army Corps of Engineers werd in 1941 verantwoordelijk voor het project. Er werden dammen gebouwd om aardverschuivingen tegen te gaan en het water op te vangen alvorens het de stad kon bereiken. De Hansendam was al in aanbouw maar nog niet gereed in 1938, en met de bouw van de Sepulvedadam werd in 1941 begonnen. De rivierbeddingen werden verbeterd, waardoor de rivier meer ruimte kreeg maar ook de afvoer van het water naar de oceaan werd versneld. Ongeveer 45 kilometer van de rivier en zijrivieren kreeg een bedding van beton en vele bruggen werden gebouwd om de stadsdelen te verbinden. Het hele werk duurde twintig jaar.